# Ками (художник)
Ками (Y.Z. Kami; род. 1956, Тегеран, Иран, живёт и работает в Нью-Йорке) — современный иранский художник, известен реалистичными портретами большого формата.

## Биография и творчество
Ками родился в 1956 в Тегеране, изучал философию в Университете Калифорнии, Беркли (1974—1975) и Сорбонне в Париже. Его работы широко выставляются, включая Художественный музей Пэрриша (2007), Музей современного искусства (2006), Стамбульская биеннале (2005), Deitch Projects (2001, 1999, 1998). Его работы были представлены в 2007 году в основном проекте 52-й Венецианской биеннале «Think With the Senses, Feel With the Mind», куратором которого выступил Роберт Сторр.
В 2009 году Национальный музей современного искусства в Афинах организовал ретроспективу художника, названную «Beyond Silence». На выставке были представлены крупномасштабные работы, созданные с 1990. Большие фронтальные портреты, написанные с большой реалистичностью, изображают погруженных в себя людей. Эти изображения людей отсылают к фаюмскому портрету, которым вдохновлялся Ками. На выставке были также представлены работы в разных медиа из серии «Endless Prayers». Фрагменты из персидских, арабских и еврейских текстов и из поэм персидского поэта-мистика Jalaluddin Rumi составляют серию работ, отсылающих к мистицизму суфиев, танцу дервишей, исламской архитектуре, византийским символам.

## Персональные выставки
- 2008 год — Endless Prayers: Y.Z. Kami, Parasol unit, Лондон
- 2008 год — John Berggruen Gallery, Сан-Франциско
- 2008 год — Gagosian Gallery, Беверли Хиллз
- 2003 год — Портреты Ками, Herbert F. Johnson Museum of Art, Итака, Нью-Йорк
- 1999 год — Deitch Projects, Нью-Йорк
- 1998 год — Deitch Projects, Нью-Йорк